# Sakineh Ashtiani
Sakineh Mohammadi Ashtiani (em persa: سکينه محمدي آشتياني; nascida em 1967) é uma cidadã iraniana de etnia azeri que esteve no corredor da morte, após ter sido condenada à pena capital no Irã por adultério e conspiração pelo assassinato do marido. A princípio, Sakineh seria executada por lapidação.
O fato provocou comoção da comunidade internacional, levando o governo iraniano a divulgar que o motivo da condenação à pena capital seria uma suposta participação de Sakineh no assassinato de seu marido, juntamente com um dos seus supostos amantes. Estas declarações contradizem toda a documentação apresentada no processo.

## Julgamento
Sakineh  foi julgada pela primeira vez em 15 de maio de 2006, por um tribunal de Tabriz, quando admitiu ser culpada de "manter relacionamento ilícito" com dois homens,  após a morte do seu marido. Foi então condenada a receber 99 chibatadas - pena que lhe foi efetivamente aplicada.
Em setembro de 2006 o processo foi novamente aberto, quando um outro tribunal julgou um dos dois homens envolvidos na morte do marido de Sakineh Mohammadi Ashtiani. Ela foi então novamente condenada por cometer adultério quando ainda era casada. Dessa vez, foi condenada à pena de morte por lapidação. Mais tarde ela voltou atrás da sua confissão, alegando que confessara sob pressão e que, por falar apenas a língua turca, não compreendera o que era dito em farsi. Malek Ejdar Sharif, diretor do Poder Judiciário da Província do Azerbaijão Oriental afirmou que “ela foi condenada à pena de morte... sob acusação de assassinato, homicídio culposo e adultério”." O supremo tribunal iraniano confirmou a sentença em 27 de maio de 2007, de forma que somente um perdão concedido pelo aiatolá Ali Khamenei poderia impedir a sua execução.
A campanha movida pelos seus dois filhos resultou no adiamento da execução iminente de Sakineh Ashtiani, em julho de 2010, mas a pena de morte não foi suspensa. Houve protestos contra a sentença em Londres e Washington, D.C., entre outras cidades. Apelos pelo cancelamento da sua execução foram emitidos pela Anistia Internacional e pela Human Rights Watch, bem como por várias celebridades.
A Embaixada do Irã em Londres divulgou uma declaração dizendo que ela não seria executada por lapidação, o que deixou em aberto a possibilidade de execução por um outro método. Os jornalistas no Irã estão proibidos de noticiar o caso, e o advogado dela, Mohammed Mostafei, teve que se esconder no país.
Em 31 de julho de 2010, o presidente do Brasil, Luiz Inácio Lula da Silva, chegou a anunciar publicamente que pediria ao líder do Irã, Mahmoud Ahmadinejad, que enviasse a iraniana condenada à morte por apedrejamento ao Brasil, onde ela poderia receber asilo. Entretanto em 18 de agosto Mahmoud Ahmadinejad, descartou conceder o asilo. O porta-voz do Ministério exterior do Irã disse: "Lula tem um temperamento muito humano e emotivo e provavelmente não recebeu informações suficientes sobre este caso".
Em 8 de setembro, a pena de apedrejamento foi suspensa, não sendo, entretanto, descartada a possibilidade de aplicação de outro castigo. Na sequência, a União Europeia exigiu a completa revogação da sentença.
Em 2 de novembro, a ONG Comitê Internacional contra Apedrejamento anunciou que a morte de Sakineh estaria marcada para o dia seguinte. Informações obtidas pela organização indicavam que as autoridades iranianas teriam ordenado sua execução na prisão de Tabriz, onde Sakineh estava detida. No dia anterior a ONG já tinha adiantado que o processo de execução de Sakineh poderia ter sido acelerado pela Justiça iraniana.

## Libertação de Sakineh
Em 9 de dezembro, o Comitê Internacional Contra o Apedrejamento anunciou que Sakineh fora libertada. A televisão estatal iraniana divulgou fotos da iraniana em liberdade, embora ainda fosse esperada a confirmação oficial da libertação da condenada. Segundo o jornal espanhol El País, seu filho, Sajjad Ghaderzadeh, e seu advogado, Javid Houtan Kian, presos por fazer campanha contra a prisão de Sakineh, também foram libertados. "A libertação só ocorreu por causa da pressão internacional, disse Mina Ahadi, presidente do Comitê, baseado em Berlim. "Estou certa de que esse dia estará escrito nos livros de história do Irã, se não nos livros de história de todo o mundo, como uma data da vitória dos direitos humanos", disse Ahadi ao jornal britânico The Guardian.
No dia seguinte, 10 de dezembro,  a rede estatal iraniana de televisão, Press TV, informou  que Sakineh Ashtiani havia deixado a prisão, por algumas horas, somente para fazer a reconstituição do crime, que seria exibida pela TV no mesmo dia 10. Teriam participado da gravação o filho de Sakineh, Sajad Ghaderzadeh, e seu advogado, Javid Houtan Kian. Nenhum deles, segundo a rede estatal, havia sido libertado.